# Perbangunan
Perbangunan is een bestuurslaag in het regentschap Asahan van de provincie Noord-Sumatra, Indonesië. Perbangunan telt 3830 inwoners (volkstelling 2010).